# Csúsingura

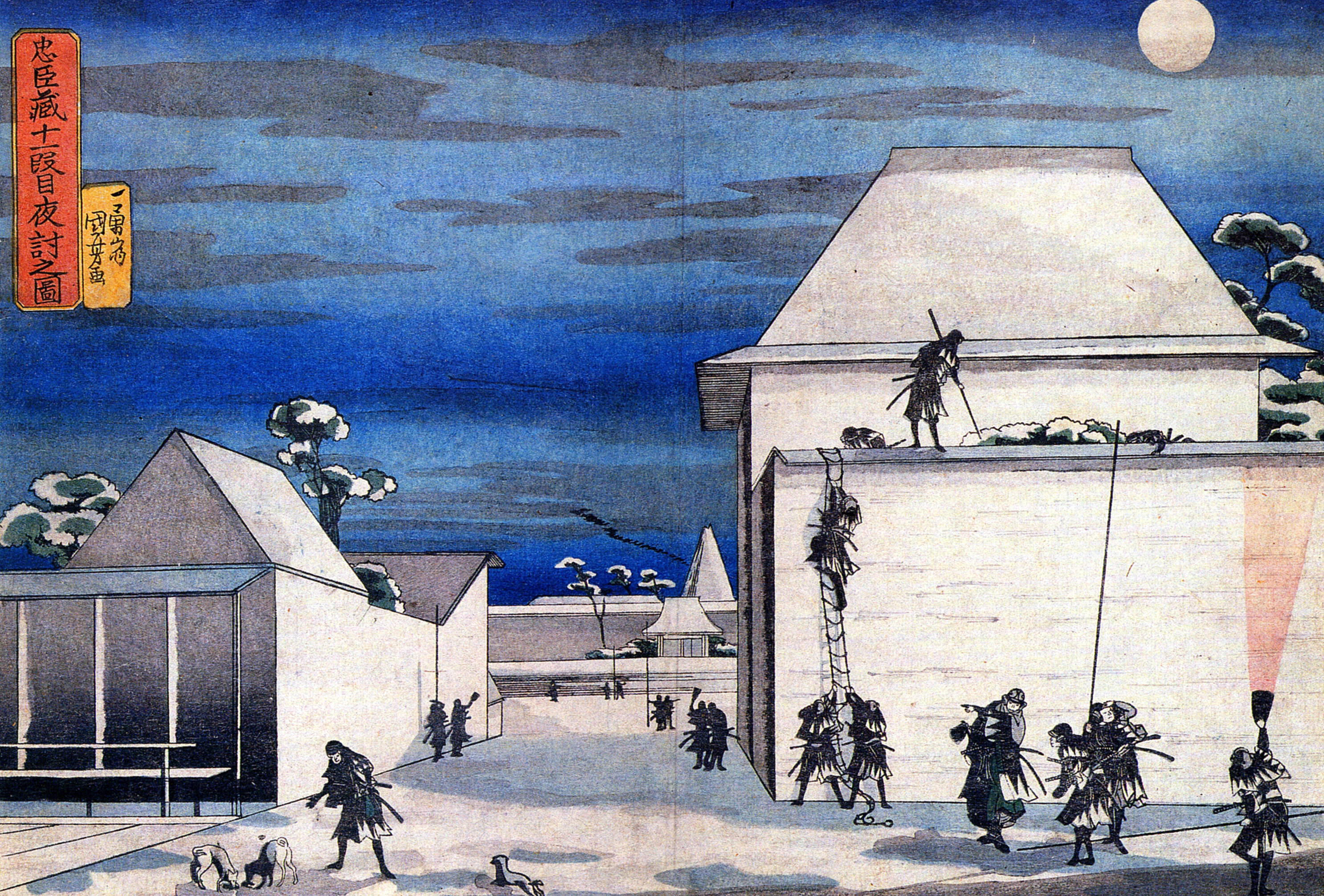
A róninok támadása Utagava Kunijosi fametszetén

A Csúsingura (japánul: 忠臣蔵, Hepburn-átírással: Chūshingura) valóságos történelmi esemény, az „Akó-incidens” (egyben talán a legismertebb japán történet külföldön), amelynek során 47 rónin megbosszulta ura, Aszano Naganori halálát. Feldolgozták bunrakuban, kabukiban, fametszeteken, modern színpadon, filmekben, tévésorozatokban stb. Csak 1997 és 2007 között tíz különböző japán tévéprodukciónak volt a témája.

## A történelmi esemény

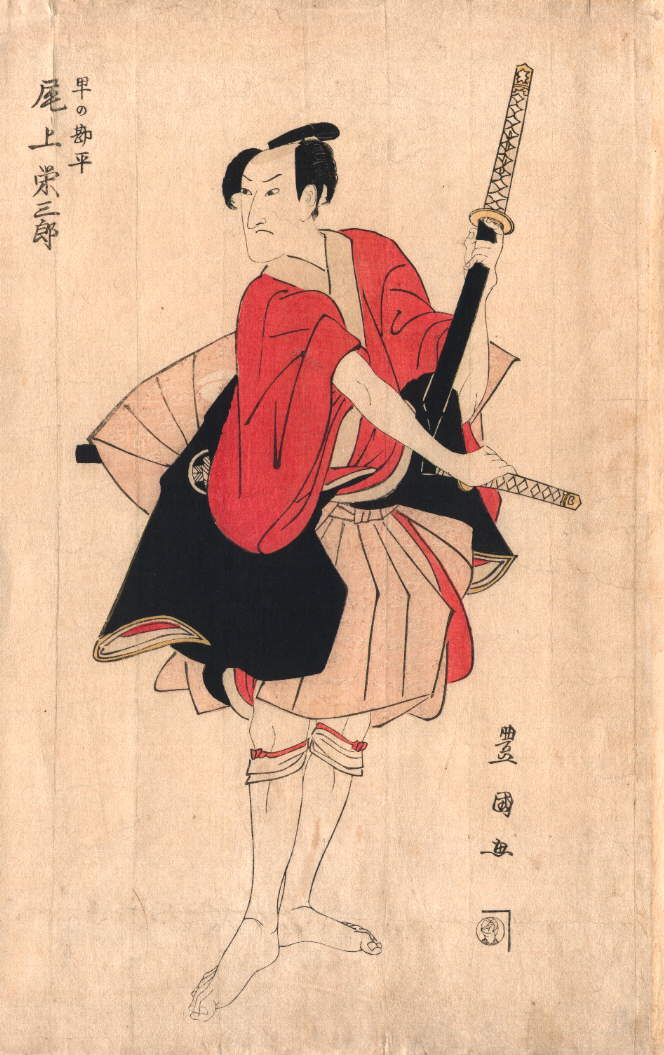
Kanpei, a rónin Utagava Tojokuni fametszetén

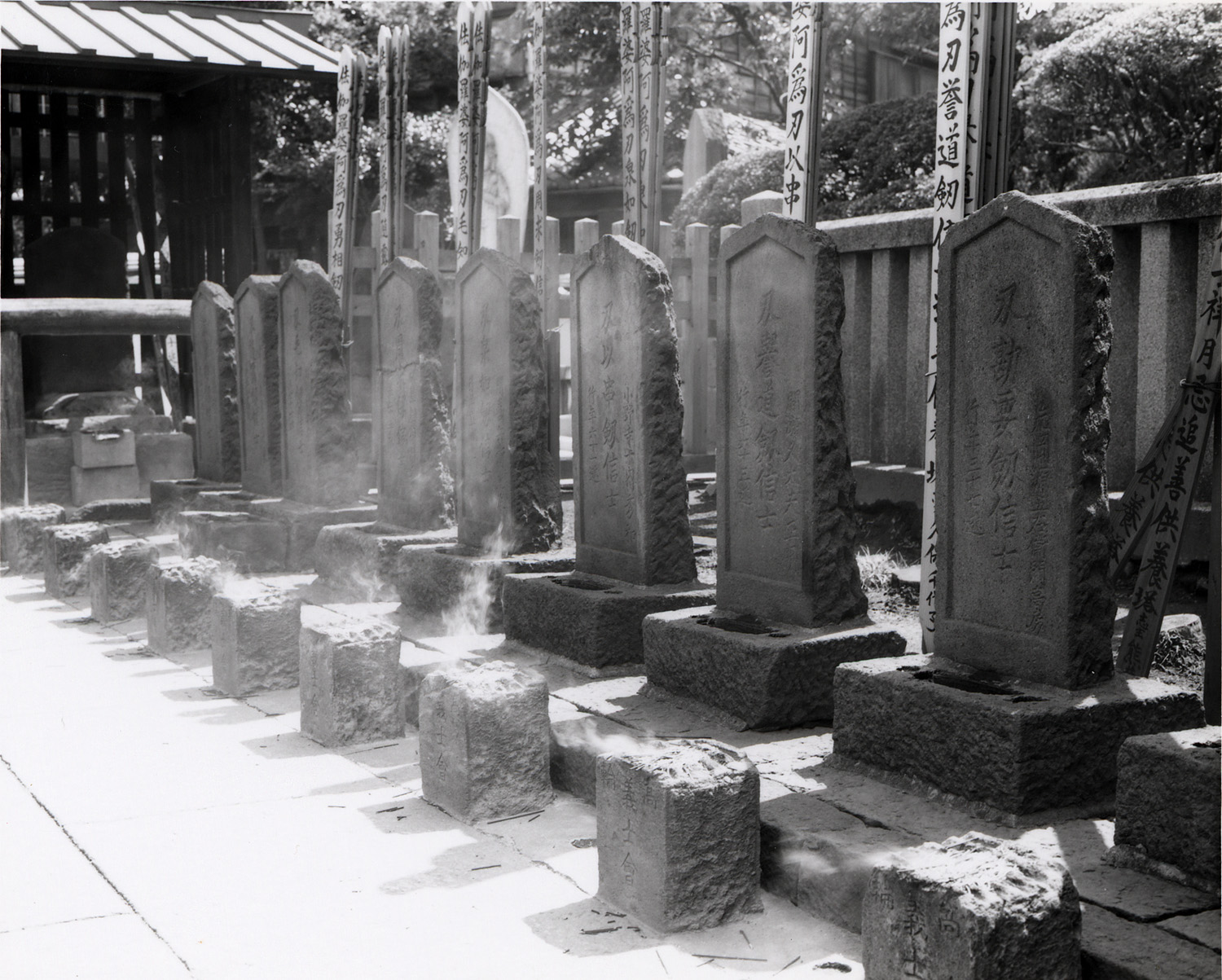
Füstölők égnek a róninok sírja előtt, ma, a Szengakudzsi temetőjében

Tokugava Cunajosi sógun 1701-ben azzal bízta meg hűbéresét, Akó daimjóját, Aszano Naganorit, hogy ünnepélyes keretek között ő fogadja a sóguni palotában a kiotói császári udvar küldöttségét. A sóguni ceremóniamesternek, Kira Josinakának kellett felkészítenie Aszanót a feladatra. Ám a fogadás napján Aszano kardot rántott Kirára az edói kastélyban. Valamilyen sértést akarhatott megtorolni rajta, egyes beszámolók szerint Kira kevesellte a felkészítésért Aszanótól kapott szokásos ajándékot, ezért kigúnyolta őt, vagy éppenséggel szándékosan rossz etikettfogást tanított neki. Aszanónak tettéért, mivel a sóguni rezidencián senkinek sem volt szabad kardot rántani, szeppukut kellett elkövetnie, Kira azonban büntetlen maradt. A sógunátus elkobozta az Aszano család akói birtokát, Aszano szamurájai pedig földönfutókká vagyis róninokká váltak.
Óisi Josio, Aszano hajdani magas rangú szamurája negyvenhat rónintársával két éven át tervezte a bosszút. Ezalatt, hogy nagy hatalmú ellenségüket megtévesszék, Óisi kicsapongó életet élt a kiotói örömnegyedben, Gionban, egyik társa, Kanpei pedig eladta a feleségét egy bordélynak, hogy a tervhez szükséges pénzt előteremtse. 1703-ban azután Óisi a negyvenhat rónin élén betört Kira edói palotájába, foglyul ejtették és lefejezték Kirát, s fejét Aszano sírjára állították, majd feladták magukat a hatóságoknak. Szeppukura ítélték őket, amit 1703. február 4-én, vasárnap mind a negyvenheten végre is hajtottak uruk sírjánál, az edói (tokiói) Szengakudzsi zen buddhista templomban. Egy ember, aki korábban leköpte a részeg Óisit a Gion negyedben, ugyanitt követett el szeppukut, és a róninok mellé temették.
„Az eset a busidó előírta viselkedés kvintesszenciális példája, a legjapánabb történet, amelyről Arthur Koestler ugyanakkor azt írta: minden nyugati norma szerint az eszelős őrület megtestesülése. A róninok vezetőjét, Óisit a japán közgondolkodás azóta is a legkarizmatikusabb férfinak, a beosztottak által rajongásig imádott főnök prototípusának, valóságos napóleoni figurának látja.”

## A bunrakufeldolgozás

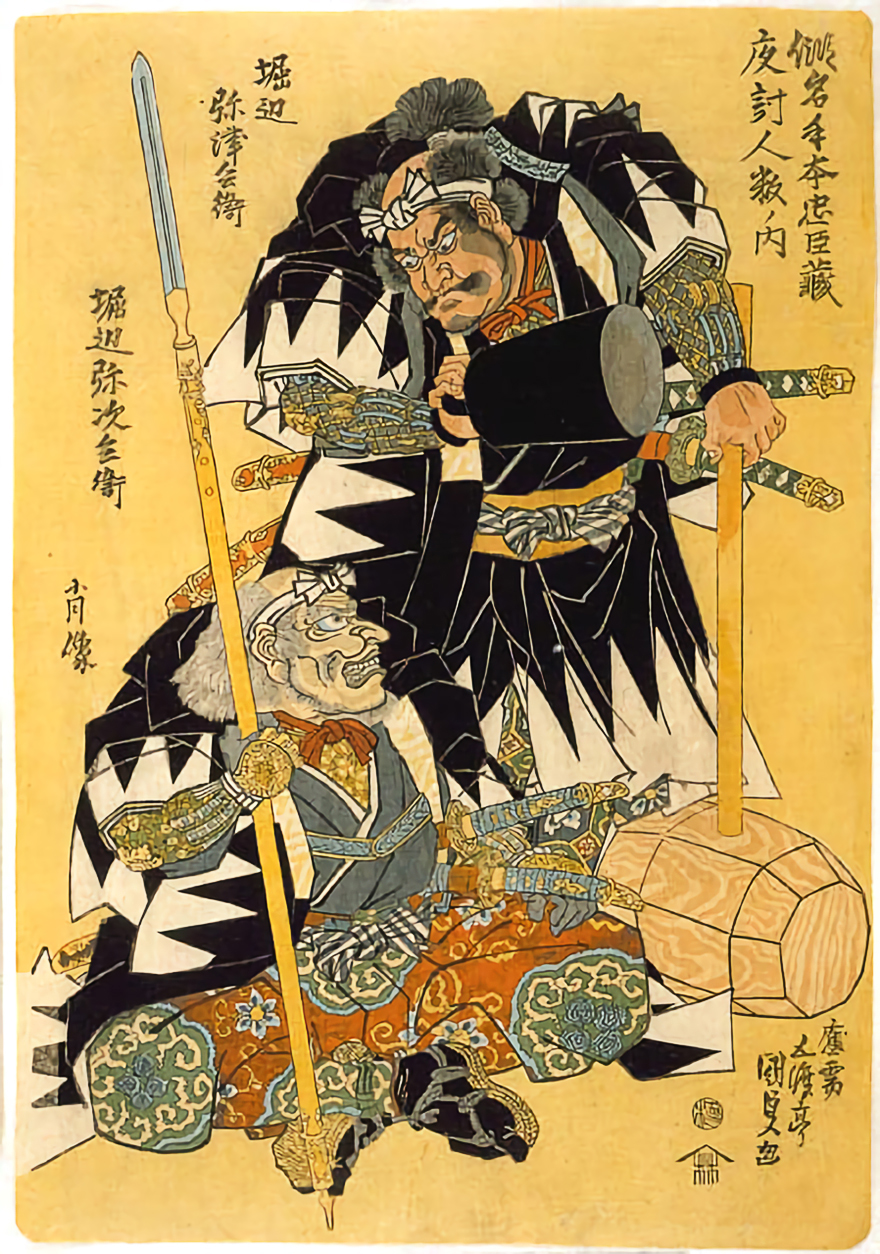
Két rónin a 47-ből Utagava Kuniszada metszetén

A történet első és azóta is legjelentősebb feldolgozása (amelyen az összes későbbi alapult) a Kanadehon Csúsingura (japánul: 仮名手本忠臣蔵) című bábjáték vagyis bunraku, amelyet Takeda Izumo (1691–1756), Mijosi Sóraku (1696–1772) és Namiki Szenrjú (1695–1751) írt, és 1748 augusztusában mutatta be az oszakai Takemotoza bunrakuszínház. (Még ugyanabban az évben kabukiként is előadták.) A címben a kanadehon „ábécéskönyvet” jelent, ugyanis éppen annyi kana írásjegy van, ahányan a róninok voltak, s mindegyik rónin egy-egy kana jelét viselte a ruháján. A csúsingura jelentése: „hű csatlósok kincsestára”. A cenzúrát kikerülendő a három szerző jóval korábbra, a Taiheiki idejére helyezte a cselekményt, és a szereplők nevét is megváltoztatták. A darabot azóta is minden évben előadják mind bunraku, mind kabuki változatban.

## Érdekességek
- Az 1971-es, 52 részes japán tévésorozatban Mifune Tosiró játszotta a főszerepet.
- Maurice Béjart 1986-os balettje, „A kabuki” a Csúsingura-történetre épül. 2006-ig 14 országban állították színpadra.
- Magyarországon először Németh Antal (1936, Nemzeti Színház, főszerepben Timár József), majd Kazimir Károly rendezett drámát a Kanadehon Csúsingurá-ból, utóbbi „Csúsingura avagy A hűséges szolgák kincsesháza” címmel a Körszínházban, 1972-ben, Kozák Andrással, Nagy Attilával, Bitskey Tiborral, Drahota Andreával, Sáfár Anikóval a főszerepekben.[2][3]
- A Jefferson Airplane Crown of Creation című albumának egyik dala a „Chushingura” címet viseli.